# Jasenica (Mostar)
Pour les articles homonymes, voir Jasenica.
Jasenica (en cyrillique : Јасеница) est un village de Bosnie-Herzégovine. il est situé sur le territoire de la ville de Mostar, dans le canton d'Herzégovine-Neretva et dans la fédération de Bosnie-et-Herzégovine. Selon les premiers résultats du recensement bosnien de 2013, il compte 1 696 habitants.

## Démographie

### Évolution historique de la population
| 1948 | 1953 | 1961  | 1971  | 1981  | 1991  | 2013  |
| ---- | ---- | ----- | ----- | ----- | ----- | ----- |
| -    | -    | 1 073 | 1 216 | 1 718 | 2 071 | 1 696 |

|  |